# RR Lira
RR Lira je promenljiva zvezda u sazvežđu Lira, koja se nalazi na njegovom zapadu u blizini Labuda. Kao najsjajnija zvezda u svojoj klasi, ona je postala eponim za promenljivu klasu zvezda RR Lira, i astronomi su je detaljno proučavali. Promenljive zvezde RR Lira klase služe kao važne standardna sveća koje se koriste za merenje astronomskih udaljenosti. Period pulsiranja promenljive RR Lire zavisi od njene mase, luminoznosti i temperature, dok razlika izmerene luminoznosti i stvarne luminoznosti omogućava da se utvrdi njena udaljenost pomoću zakona inverznih kvadrata. Otuda, razumevanje odnosa perioda luminoznosti za lokalni skup takvih zvezda omogućava utvrđivanje rastojanja udaljenijih zvezda ovog tipa.

## Istorija
Promenljivu prirodu RR Lire je otkrila škotska astronomkinja Vilijamina Fleming u Harvardskoj opservatoriji 1901. godine.
Udaljenost RR Lire ostala je neizvesna do 2002. godine kada je senzor za fino vođenje svemirskog teleskopa Habl korišćen za određivanje udaljenosti RR Lire unutar margine greške od 5%, dajući vrednost od 262 parseka (855 svetlosnih godina). U kombinaciji sa merenjima sa satelita Hiparkos i drugih izvora, rezultat je procena udaljenosti od 258 pc (841 ly).

## Klasa promenljivih zveda
Ova vrsta zvezde male mase je konzumirala vodonik u svom jezgru, evoluirala dalje od glavnog niza i prošla kroz fazu crvenog giganta. Energija se sada proizvodi termonuklearnom fuzijom helijuma u njenom jezgru, a zvezda je ušla u evolutivnu fazu koja se zove horizontalna grana (HB). Efektivna temperatura spoljne ovojnice HB zvezde će se vremenom postepeno povećavati. Kada njena rezultujuća zvezdana klasifikacija uđe u opseg poznat kao trak nestabilnosti - što je tipično kod zvezdane klase A - spoljna ovojnica može početi da pulsira. RR Lira pokazuje upravo takav redovan obrazac pulsiranja, zbog čega njena prividna veličina varira između 7,06–8,12 tokom kratkog ciklusa koji traje 0,56686776 dana (13 sati, 36 minuta). Svaka radijalna pulsacija uzrokuje da radijus zvezde varira između 5,1 i 5,6 puta radijus Sunca.
Ova zvezda pripada podgrupi promenljivog tipa RR Lira, čiji pripadnici ispoljavaju karakteristično ponašanje nazvano Blažkov efekt, pri čemu je naziv izveden iz imena ruskog astronoma Sergeja Blažka. Ovaj efekat je uočen kao periodična modulacija promenljive jačine pulsacije ili faze zvezde; ponekad jednog i drugog. To uzrokuje da se kriva svetlosti RR Lire menja od ciklusa do ciklus. Prema podacima iz 2009. godine, uzrok ovog efekta još nije u potpunosti razjašnjen. Blažkov period za RR Liru iznosi 39,1 ± 0,3 dana.

## Opis
Kao i kod drugih promenljivih zvezda tipa RR Lira, i sama RR Lira sadrži malo elemenata koji nisu vodonik i helijum - što astronomi nazivaju njenom metalnošćú. Ona spada u kategoriju zvezda populacije II, koje su se formirale tokom ranog perioda svemira kada je u regionima koji formiraju zvezdu bilo manje metala. Trajektorija ove zvezde je vodi kroz orbitu koja je blizu ravni Mlečnog puta, dovodoći je ne više od 680 ly (210 pc) iznad ili ispod ove ravni. Orbita ima visoku ekscentričnost, što dovodi RR Liru na približno 680 6,80 kly (2,08 kpc) od galaktičkog centra na periapsisu, i odvodi je do 59,9 kly (18,4 kpc) u apsidi.

## Literatura
- Kaler, James B., „RR LYR (RR Lyrae)”, Stars, University of Illinois, Приступљено 8. 1. 2012
- Kaler, James B. (2002), The hundred greatest stars, Copernicus Series, Springer, стр. 163, ISBN 0-387-95436-8
- Pritchet, Christopher J.; Van Den Bergh, Sidney (1987). „Observations of RR Lyrae stars in the halo of M31”. Astrophysical Journal. 316: 517. Bibcode:1987ApJ...316..517P. doi:10.1086/165223.
- Clementini, G.; Federici, L.; Corsi, C.; Cacciari, C.; Bellazzini, M.; Smith, H. A. (2001). „RR Lyrae Variables in the Globular Clusters of M31: A First Detection of Likely Candidates”. The Astrophysical Journal. 559 (2): L109. Bibcode:2001ApJ...559L.109C. arXiv:astro-ph/0108418 . doi:10.1086/323973.1
- Christensen-Dalsgaard, J.; Balona, L. A.; Garrido, R.; Suárez, J.C. (20. 10. 2012). „Stellar Pulsations: Impact of New Instrumentation and New Insights”. Astrophysics and Space Science Proceedings. ISBN 978-3-642-29630-7.
- Clement, Christine M.; Muzzin, Adam; Dufton, Quentin; Ponnampalam, Thivya; Wang, John; Burford, Jay; Richardson, Alan; Rosebery, Tara; Rowe, Jason; Hogg, Helen Sawyer (2001). „Variable Stars in Galactic Globular Clusters”. The Astronomical Journal. 122 (5): 2587—2599. Bibcode:2001AJ....122.2587C. arXiv:astro-ph/0108024 . doi:10.1086/323719.
- Vozyakova, O. V.; Sefako, R.; Rastorguev, A. S.; Kravtsov, V. V.; Kniazev, A. Y.; Berdnikov, L. N.; Dambis, A. K. (11. 11. 2013). „RR Lyrae variables: visual and infrared luminosities, intrinsic colours and kinematics”. Monthly Notices of the Royal Astronomical Society (на језику: енглески). 435 (4): 3206—3220. ISSN 0035-8711. arXiv:1308.4727 . doi:10.1093/mnras/stt1514.
- Smith, Horace A. (2004). RR Lyrae Stars. Cambridge University Press. ISBN 978-0-521-54817-5.
- Hajdu, G.; Catelan, M.; Jurcsik, J.; Dékány, I.; Drake, A.J.; Marquette, B. (2015). „New RR Lyrae variables in binary systems”. Monthly Notices of the Royal Astronomical Society. 449 (1): L113—L117. Bibcode:2015MNRAS.449L.113H. arXiv:1502.01318 . doi:10.1093/mnrasl/slv024.